# Field Commander
Field Commander là một game chiến thuật theo lượt dành cho hệ máy cầm tay PlayStation Portable. Ngươi chơi trong vai một tân binh trực thuộc liên minh quân sự quốc tế với tên gọi Advanced Tactical Legion for Allied Security (ATLAS), tham gia vào cuộc chiến chống lại một đế chế tội phạm gọi là Shadow Nation. Trò chơi nhận được giải thưởng của IGN dành cho tựa game chiến lược PSP hay nhất năm 2006.

## Lối chơi
Tùy chọn chơi mạng trong Field Commander gồm có Infrastructure, Ad Hoc, Hot Swap, và một tính năng độc đáo được gọi là chế độ Transmission, có phần tương tự như hệ thống chơi qua email của những game PC thời xưa. Trong khi chơi ở chế độ Transmission mỗi người chơi sẽ thực hiện lượt đi và gửi chúng đến máy chủ.
Người chơi có thể chọn một sĩ quan chỉ huy để làm hình đại diện của mình. Các Sư đoàn xác định lòng trung thành của người chơi cũng như điểm thưởng gọi là Division Bonuses có thể được kích hoạt. Nhiên liệu và đạn dược có giới hạn cho các phương tiện và vũ khí chính, trong khi bộ binh có nhiên liệu không giới hạn và vũ khí thứ cấp có đạn dược không giới hạn. Khi nhiên liệu dần cạn kiệt, có khả năng cao là các đơn vị quân sẽ phát nổ. Tất cả các đơn vị có thể được tiếp tế thông qua xe tải, xe vận chuyển hoặc thành phố.
Hoạt động chiến đấu tương tự như các game khác trong thể loại này nhưng có nhiều yếu tố độc đáo bao gồm khả năng phá hủy địa hình, chinh phục và cuối cùng phá hủy thành phố, các công trình đặc biệt có thể kêu gọi các cuộc tấn công từ bên ngoài bàn, chẳng hạn như các đợt không kích, Ném bom Napalm, các đơn vị tàng hình trong mọi loại địa hình, và khả năng sắp đặt các đơn vị quân trong một ô gạch duy nhất. Các đơn vị quân được sắp đặt thành hàng ngũ có thể lên đến mức tối đa. Một người chơi có thể có một chiếc máy bay, một chiếc xe tăng trên cầu, một chiếc thuyền dưới cầu, và một tàu ngầm lặn dưới nước đều cùng nằm trong một vùng không gian hình ô lưới. Trò chơi còn có thêm công cụ tạo màn tích hợp, cho phép người chơi tạo và chia sẻ bản đồ với những người dùng khác trên mạng.

## Đón nhận
Game nhận được số điểm 8.4 trên GameSpot, và 8.4 từ IGN. Field Commander là tựa game PSP đầu tiên nhận được một điểm số hoàn hảo từ Official PlayStation Magazine. Trang web tổng hợp các bài đánh giá Game Rankings và Metacritic đều cho Field Commander số điểm 79% và 77/100. Nhiều nguồn tin chỉ ra rằng Field Commander có nét tương đồng với trò Advance Wars, khiến một số nhà phê bình cáo buộc rằng Field Commander thực chất chỉ là một bản sao của Advance Wars mà thôi.